# 桧木内川

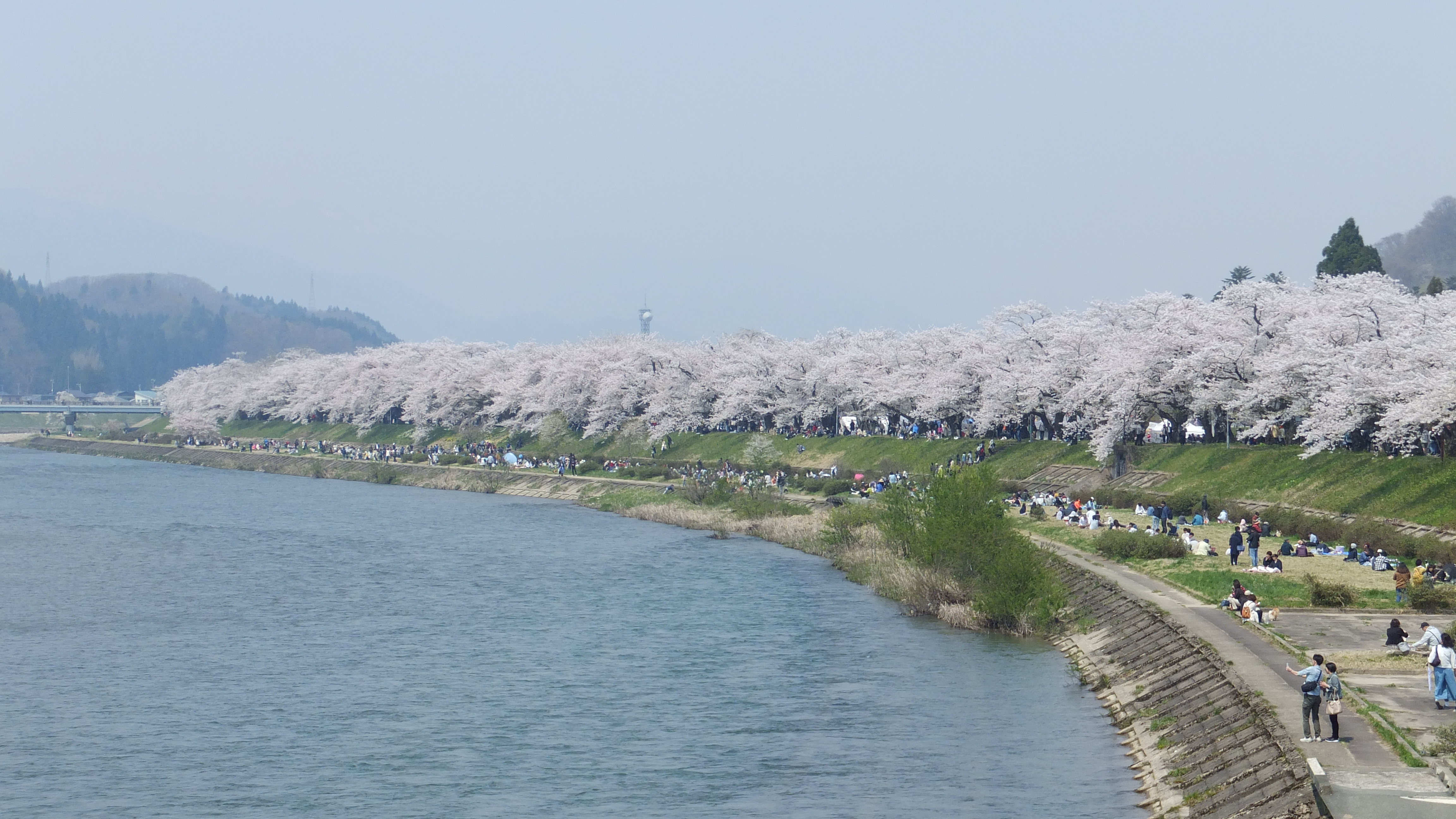
川に沿って桜並木が続く（2018年4月）

桧木内川（ひのきないがわ）は、秋田県を流れる一級河川。雄物川水系玉川の支流である。国の名勝に指定されている角館の桜並木が有名である。

## 流路
秋田県仙北市西木地域北端の北秋田市との境界付近にある高崎森（標高933 m）に源を発する。いくつかの沢から水を集めながら秋田内陸線羽後太田駅付近まで秋田内陸線・国道105号と並行して南へ流れ、角館市街地の西側の仙北市と大仙市の境界付近で玉川に合流する。

## 桧木内川堤
仙北市角館では、市街地西端の築堤上に約400本のソメイヨシノの並木が約2 kmにわたって続き、武家屋敷周辺の角館のシダレザクラとともに日本さくら名所100選に選定され、角館のシンボルとなっている。これは1934年（昭和9年）4月、前年の古城山西南麓から内川橋に至る桧木内川左岸堤防築堤の完成と、当時の皇太子明仁親王の生誕を祝し、町民によって植えられたものである。1975年（昭和50年）2月18日付で国の名勝に指定された。角館のソメイヨシノは、シダレザクラより2日ほど開花・散り始めとも遅く、僅かに花のピークが異なる。

## 支流
- 潟尻川
- 山谷川
- 才津川
  - 院内川
    - 小白川

## 流域の自治体
秋田県
仙北市